# Джоджо Моєс
Джоджо Моєс (Jojo Moyes) — англійська романістка, журналістка. Найвідоміший твір Моєс — «До зустрічі з тобою».

## Біографія
Джоджо Моєс народилась 1969 року в Лондоні. Закінчила Лондонський університет. В 1992 році здобула стипендію щоденної британської газети «The Independent», а відтак зуміла вступити на аспірантуру до Лондонського міського університету. Згодом, протягом десяти років, вона працювала в цій газеті.
Джоджо Моєс змогла повністю присвятити себе письменницькій праці лише в 2002 році, саме тоді світ і побачив її перший роман. Однак, вона й надалі вела журналістську діяльність і писала статті для газети «The Daily Telegraph».
Письменниця є одною з небагатьох, кому вдалось двічі виграти премію «Асоціації любовних романістів» у номінації «Любовний роман року» (вперше — в 2004 році, за роман «Заморські фрукти»; вдруге перемога Джоджо Моєс дісталась в 2011, за роман «Останній лист від твого коханого»).

### Романи
- Sheltering Rain (2002) — «Щасливі кроки під дощем»;
- Foreign Fruit (2003) / Windfallen — «Вілла нашого кохання»;
- Peacock Emporium (2005) — «Крамничка на розі»;
- The Ship of Brides (2005) — «Корабель наречених»;
- Silver Bay (2007) — «Срібна затока»;
- Night Music (2008) — «Нічна музика»;
- The Horse Dancer (2009) — «Та, що танцює з кіньми»;
- The Last Letter from Your Lover (2010) — «Останній лист від твого коханого»;
- Me Before You (2012) — «До зустрічі з тобою»;
- Honeymoon in Paris: A Novella (2012) — «Медовий місяць в Парижі: повість»;
- The Girl You Left Behind (2012) — «Дівчина, яку ти покинув»;
- One plus one (2014) —— «Один плюс один»;
- After You (2015) — «Після тебе»;[3]
- Paris For One and Other Stories (2017) — «Париж для самотніх та інші історії»
- Still Me (2018) — «Та сама я»[3]
- The Giver of Stars (2019) — «Подаруй мені зірку»;
- Someone Else's Shoes (2023) — «Червоні лубутени»;

## Переклади українською
- Дж. Мойєс. До зустрічі з тобою. — КСД, 2016. — 384 p. — ISBN 978-617-12-0421-8.
- Дж. Мойєс. Дівчина, яку ти покинув. — КСД, 2016. — 400 p. — ISBN 978-617-12-1311-1.
- Дж. Мойєс. Після тебе. — КСД, 2017. — 352 p. — ISBN 978-617-12-2262-5.
- Дж. Мойєс. Останній лист від твого коханого. — КСД, 2017. — 400 p. — ISBN 978-617-12-2719-4.
- Дж. Мойєс. Париж для самотніх та інші історії. — КСД, 2017. — 240 p. — ISBN 978-617-12-3364-5.
- Дж. Мойєс. Один плюс один. — КСД, 2018. — 384 p. — ISBN 978-617-12-5054-3.
- Дж. Мойєс. Корабель наречених. — КСД, 2018. — 448 p. — ISBN 978-617-12-5125-0.
- Дж. Мойєс. Та сама я. — КСД, 2018. — 448 p. — ISBN 978-617-12-5073-4.
- Дж. Мойєс. Подаруй мені зірку. — КСД, 2019. — 400 p. — ISBN 978-617-12-7096-1.
- Дж. Мойєс. На крилах мрії. — КСД, 2020. — 512 p. — ISBN 978-617-12-7929-2.
- Дж. Мойєс. Щасливі кроки під дощем. — КСД, 2021. — 416 p. — ISBN 978-617-12-8888-1.
- Дж. Мойєс. Срібна затока. — КСД, 2021. — 432 p. — ISBN 978-617-12-7645-1.
- Дж. Мойєс. Вілла нашого кохання. — КСД, 2022. — 480 p. — ISBN 978-617-12-9586-5.
- Дж. Мойєс. Крамничка на розі. — КСД, 2023. — 480 p. — ISBN 978-617-15-0002-0.
- Дж. Мойєс. Червоні лубутени. — КСД, 2023. — 448 p. — ISBN 978-617-15-0188-1.

## Цікаві факти
Роман «До зустрічі з тобою» розійшовся півмільйонним тиражем вже протягом перших місяців після виходу. Книга увійшла в список бестселерів «Нью-Йорк Таймс» і була перекладена понад 31 мовою. Права на її екранізацію придбала кіностудія Metro-Goldwyn-Mayer.